# Seth Doliboa
Seth Doliboa (* 1. Dezember 1980 in Middletown, Ohio) ist ein US-amerikanischer Basketballspieler. Neben einer Vizemeisterschaft und dem Erreichen des Pokalfinales in Deutschland 2010 mit den Skyliners aus Frankfurt am Main gewann Doliboa insbesondere Meisterschaften mit SL Benfica in Portugal in allen seinen fünf Spielzeiten bei diesem Verein und wurde zudem 2009 als Most Valuable Player der portugiesischen Liga ausgezeichnet.

## Karriere
Während seines Studiums war er zunächst bei den Falcons der Bowling Green State University in seinem heimatlichen Bundesstaat aktiv. Danach wechselte er an die Wright State University und spielte zusammen mit seinem älteren Bruder Cain, der von der University of Dayton zur Wright State gewechselt war, für die Raiders in der NCAA Division I. Seth erzielte während seiner dreijährigen Spielzeit für die Raiders knapp 18 Punkte und gut sieben Rebounds pro Spiel.
Danach spielte er zunächst professionell Basketball in der NBA Development League, bevor er seine Karriere 2006 zunächst beendete und im Familienbetrieb Immobilien baute. Wegen der schlechten Wirtschaftslage fing er zwei Jahre später wieder an, professionell Basketball zu spielen und schloss sich dem portugiesischen Traditionsverein Benfica Lissabon an. Mit dem Verein wurde er 2009 portugiesischer Meister sowie MVP der Saison und des All-Star Games. Danach wechselte er nach Deutschland und wurde mit den Skyliners aus Frankfurt am Main in der Basketball-Bundesliga 2009/10 Finalist in Meisterschaft und Pokal, wo man jeweils den Brose Baskets aus Bamberg unterlag. Zur Saison 2010/11 wechselte Doliboa zum türkischen Erstligaaufsteiger Olin Edirne Gençlikspor. In der darauffolgenden Spielzeit 2011/12 kehrte er erneut zu Benfica zurück, mit denen er in den darauffolgenden vier Spielzeiten jeweils die nationale Meisterschaft gewinnen konnte, davon zuletzt 2014 und 2015 als Double in Verbindung mit dem Pokalwettbewerb „Taça de Portugal“.